# Harold Arlen
Harold Arlen, pseudonimo di Hyman Arluck (Buffalo, 15 febbraio 1905 – New York, 23 aprile 1986), è stato un compositore statunitense di musica leggera.
Considerato tra i più grandi compositori del suo genere nel XX secolo, ha scritto oltre 400 canzoni. Fra le più note sono da ricordare A Sleepin 'Be, Any Place I Hang My Hat Is Home, Come Rain or Come Shine, Get Happy, Down with Love, It's Only a Paper Moon, Stormy Weather, Blues in the Night, My Shining Hour, The Man that Got Away, When the Sun Comes Out, I've Got the World on a String, Last Night When We Were Young, My momma done tol' me, when I was in Knee Pants..., Ac-Cent-Tchu-Ate the Positive e l’intera colonna sonora del film Il mago di Oz (1939), compresa Over the Rainbow, che fu votata come la migliore canzone del secolo dalla Recording Industry Association of America e con la quale vinse l'Oscar.
Ha collaborato con parolieri come Ira Gershwin, Hyman Cheiffetz, Truman Capote, Lou Davis, Ted Koehler, Jack Yellen, Yip Harburg, Billy Rose, Eddie Cantor, Ethel Merman, Johnny Mercer, Leo Robin, Ralph Blane, Dorothy Fields, Peggy Lee, Dory Previn e Martin Charnin.
Tra gli artisti che hanno inciso le sue canzoni vi sono Cab Calloway, Billy Eckstine, Dinah Shore, Frank Sinatra, Rosemary Clooney, Louis Armstrong, Peggy Lee, Shirley Bassey, Tony Bennett, Julie Andrews, Judy Garland e Barbra Streisand, che registrò decine di canzoni di Arlen nei suoi album degli anni '60. Nel 1967 Arlen incise un album, Harold Sings Arlen With Friend, dove interpretava le sue più famose canzoni e in due di esse duettò con Barbra Streisand, sua musa ideale.

## Biografia

### Primi anni
Il 15 febbraio 1905 i genitori di Hyman, Samuel (un cantore ebreo) e Celia Arluck, ebbero due gemelli, uno del peso di poco più di tre chilogrammi e l'altro di meno di due chilogrammi. Il più grande dei due morì il giorno seguente e gli Arluck cambiarono il nome del gemello sopravvissuto in "Hyman". Sette anni dopo, l'11 novembre 1911, gli Arluck ebbero il loro terzo e ultimo figlio, Julius. La famiglia di quattro persone risiedeva in una modesta casa bifamiliare a Buffalo. Alla nascita di Julius il padre Samuel Arluck assunse l'incarico di cantore della sinagoga di Pine Street, dove diresse il coro e dove Hyman iniziò a cantare. Il giovane Hyman amava cantare, ma era estremamente timido ed il padre, nella speranza che il figlio maggiore diventasse un insegnante di musica, all'età di nove gli comprò un pianoforte e gli fece prendere le prime lezioni. Hyman superò rapidamente l'insegnante di pianoforte del quartiere e quindi continuò a studiare con il principale insegnante locale, che era anche un direttore, organista e compositore.
Hyman, come la maggior parte degli studenti di pianoforte di quell'età, non amava esercitarsi e sebbene trovasse belli i brani classici che studiava, era molto più interessato alla musica moderna. Aveva dodici anni quando suonò la sua prima composizione popolare, Indianola ed il sincopato del ragtime e le armonie non convenzionali catturarono la sua attenzione. Iniziò a collezionare dischi jazz, che suonavano molto diversi dai dischi Victrola di melodie ebraiche ed opere italiane che ascoltava il padre. Hyman Arluck riusciva ad ascoltare moltissime delle nuove jazz band che si esibivano a Buffalo.
In poco tempo, Hyman iniziò a suonare il pianoforte in diverse band in città e a lavorare come pianista in vari cinema e per una compagnia di vaudeville. A quindici anni formò una sua band, The Snappy Trio, con Hymie Sandler alla batteria e Ted Myers al violino. Hyman cantava, suonava il piano e curava gli arrangiamenti. Nonostante il fatto che tutti i membri del trio erano adolescenti, non ebbero problemi a trovare lavoro nei cabaret del quartiere a luci rosse di Buffalo. Il giovane leader della band cominciò a guadagnare bene e apprezzava il fatto che il suo lavoro gli permettesse di acquistare vestiti sportivi e una Ford Modello T, che al momento era la prima e unica nel suo quartiere. A sedici anni Hyman era molto più interessato a intraprendere una carriera musicale che all'istruzione e decise di abbandonare la scuola superiore. I genitori si opposero fortemente e per accontentarli Hyman frequentò senza entusiasmo una scuola professionale, dove studiò materie come l'astronomia e la lavorazione del legno.
Nel frattempo lo Snappy Trio andava bene e Hyman allargò la formazione facendola diventare un quintetto, con il nome di The Southbound Shufflers, includendo il fratello Julius al sassofono. Il gruppo si esibì sulla barca "Canadiana" durante l'estate del 1923 e poi al Lake Shore Manor nell'estate del 1924. Fu durante l'estate del '24 che Hyman iniziò a scrivere canzoni con l'amico Hyman Cheiffetz, scrivendo My Gal, My Pal. Depositarono la canzone con il titolo My Gal, Won't You Please Come Back to Me? con testo di Cheiffetz e musica di Harold Arluck.
La canzone non ebbe successo, ma le cose cominciarono a decollare per Hyman "Harold" Arluck come pianista, cantante e arrangiatore. Fu invitato ad unirsi ad una band locale, The Yankee Six, che divenne un gruppo di undici elementi, chiamato The Buffalodians. Ben presto divennero una delle migliori e più famose band di Buffalo. Oltre alle serate nei college e nell'alta società, la band suonava nella sala da ballo del ristorante Geyer, nel centro del quartiere dei teatri di Buffalo. Fu in questo periodo che incontrò Ray Bolger, un eccentrico giovane ballerino (poi conosciuto per il ruolo dello spaventapasseri nel film Il mago di Oz) che divenne uno dei migliori amici di Harold. Come membro dei Buffalodians, noti per gli arrangiamenti moderni e ispirati al jazz, Arlen guadagnava in media tra i 75 ed i 110 dollari a settimana, una cifra notevole per l'epoca.

### Il sogno di esibirsi
Visto il successo commerciale del gruppo, i Buffalodians cominciarono a portare in giro le loro esibizioni, iniziando con Cleveland. Alla fine del 1925 viaggiarono verso Pittsburgh e alla fine sbarcarono a New York suonando al Palace Theatre e al Gallagher's Monte Carlo, un locale notturno sulla 52ª strada. Per coincidenza, al Monte Carlo si esibiva uno degli amici di Harold, Ray Bolger. I due decisero di condividere un appartamento sulla 57ª strada West.
Nonostante Harold passasse la maggior parte del suo tempo ad arrangiare, suonare il piano e cantare, nel 1926 collaborò con Dick George per comporre Minor Gaff (Blues Fantasy). Il pezzo per pianoforte solo, che era il suo primo brano pubblicato, portava il nome di Harold Arluck. Tuttavia, qualche tempo dopo il giovane musicista decise di cambiarlo in modo che ricordasse il nome da nubile della madre (Celia Orlin), adottando così il nome con cui sarebbe poi divenuto famoso, Harold Arlen. Comporre non interessava troppo Harold: il suo sogno era quello di essere un artista. Deciso a intraprendere la carriera di cantante, Harold considerava l'arrangiamento e il pianoforte come mezzi per raggiungere il suo fine. Il suo singolare modo di cantare ed il suo grande senso dell'umorismo iniziarono ad attirare l'attenzione a metà degli anni venti, ma la sua capacità di arrangiare era ancora la sua qualità maggiore.
Il capo orchestra Arnold Johnson (1893 - 1975) apprezzava le sonorità che Arlen era capace di avere nelle sue orchestrazioni, ma aveva capito che se voleva l'arrangiatore doveva prendere anche il cantante. Così Harold arrangiò per la Arnold Johnson Band diversi brani per la rivista teatrale The Great White Scandals e cantò in uno dei brani. Tuttavia, non avendo più voglia di fare arrangiamenti lasciò la band per esibirsi in uno spettacolo in un atto unico nello stile del varietà. Avendo un suo stile ben distinto, la sua popolarità cominciò a crescere. Continuò comunque a scrivere canzoni: nel 1929 compose The Album of My Dreams sulle parole di Lou Davis (1881-1961) e quando il brano venne cantato da Rudy Vallée divenne un successo.
Nel 1929 Harold ottenne un ruolo di cantante e attore nei panni di Cokey Joe nel musical The Great Day, del compositore e produttore Vincent Youmans. Durante una prova estiva il pianista accompagnatore dello spettacolo si ammalò e ad Harold, noto per essere un bravo pianista, fu chiesto di sostituirlo. Nelle prove, scherzando con i ballerini, cominciò a giocare con il pickup (il tema usato per indicare ai ballerini che sta iniziando la lezione) che alla fine diventò una vera e propria canzone. I compositori Will Marion Cook (1869 – 1944) e Harry Warren gli consigliarono di farne una canzone e quest'ultimo lo mise in contatto con il paroliere Ted Koehler (1894 – 1973). Il 31 luglio 1929 Arlen e Koehler firmarono un contratto di un anno con la ditta George e Arthur Piantadosi e la desiderata carriera di cantante di Harold giunse al termine. Harold disse della situazione: "Mi portò via da ciò che amavo, un obiettivo che mi ero prefissato. Eppure improvvisamente mi resi conto che l'obiettivo era qualcosa che il mio temperamento non poteva sopportare". Arlen e Koehler presero il materiale nato dalla variazione del pickup una melodia molto amata, conosciuta come "Get Happy". Poco dopo il suo completamento, nel 1930, la produttrice Ruth Selwyn usò la canzone per il finale del primo atto della suoa nuova rivista, chiamata "The Nine-Fifteen Review" e assunse i due musicisti per comporre anche altri numeri per la rivista. Lo spettacolo fu un fallimento, ma "Get Happy" divenne un grande successo e attirò l'attenzione sul nuovo duo di autori. Con "Get Happy" e altre canzoni ritmiche al loro attivo, il team sviluppò la fama di autori di brani "blues, molto richiesti nei cabaret, il genere di locali che andava per la maggiore in quel periodo. Al centro della scena del cabaret c'era il famigerato Cotton Club di Harlem. Da notare che le canzoni di Harold Arlen sono state spesso considerate come blues, mentre l'unica canzone scritta deliberatamente in stile blues è "I've Gotta Right to Sing the Blues".

### Gli anni del Cotton Club
Il Cotton Club era il locale di punta di Harlem tra la fine degli anni '20 e l'inizio degli anni '30. Le persone facoltose frequentavano il locale, con un biglietto d'ingresso di 3 dollari, per ascoltare le band di Cab Calloway e Duke Ellington, per le apparizioni di altre celebrità dell'epoca in un locale dove si poteva bere quello che era vietato dal proibizionismo. Harold Arlen e Ted Koehler scrissero musica per il Club dal 1930 al 1934, producendo due spettacoli all'anno e riuscendo ogni anno a produrre nuovi successi. Le canzoni per lo spettacolo del 1931, "Rhythmania", "Between the Devil and the Deep Blue Sea, "Trickeration", "Kickin' the gong around" e "I Love a Parade" diventarono immediatamente dei successi. Per la ventunesima edizione della serie Cotton Club nel 1932, la prima delle Cotton Club Parades, Arlen e Koehler fecero colpo con le loro nuove canzoni "I've Got The World on a String" e "Minnie the Moocher's Wedding Day", che fu una composizione speciale per Cab Calloway, come seguito della sua "Minnie the Moocher". Durante una festa, nel 1933, Arlen e Koehler crearono un'altra melodia di successo per il Club, avendo in mente Cab Calloway. Harold aprì la canzone con quello che chiamava un "urlo frontale" e in meno di mezz'ora lui e Koehler avevano fatto il loro lavoro. Contenti di avere realizzato un'altra canzone, lasciarono la festa per prendere un panino. Così, semplicemente e senza clamore, nacque "Stormy Weather. Dato che Calloway non fu ingaggiato per la ventiduesima edizione della parata, la canzone fu cantata da Ethel Waters. La successiva registrazione di Leo Reisman (1897 – 1961) per la RCA Victor suscitò un tale interesse che la sera di apertura della Cotton Club Parade del 1933 una folla di persone si radunò per sentire la Waters cantare la canzone. Il 1933 fu un anno cruciale nella storia degli Stati Uniti: il XXI emendamento mise fine al Proibizionismo e la Grande depressione, che sembrava inesistente all'interno del Cotton Club, era al suo punto più basso. Arlen e Koehler non parteciparono alla 23ª edizione del Cotton Club, trascorrendo alcune settimane a Hollywood per il loro primo lavoro cinematografico. Scrissero "Let's Fall in Love" (che era anche il titolo del film, dove la canzone veniva cantata da Art Jarrett e Ann Sothern che successivamente ebbe un ulteriore successo nella versione di Eddie Duchin cantata da Lew Sherwood. Nel 1934 scrissero le ultime cose per il Cotton Club, "Ill Wind" e "As Long As I Live". Nel 1935 e 1936 la novità e l'entusiasmo verso il Cotton Club erano svanite e il 15 febbraio 1936 il Club chiuse finalmente i battenti.
Durante i suoi anni con il Cotton Club, Harold fu anche impegnato a scrivere musica per altri spettacoli. Anche se gli show non furono dei successi come quelli del Cotton Club, molte delle canzoni diventarono successi straordinari. Ad esempio, nell'estate del 1930 collaborò con il paroliere Jack Yellen per la colonna sonora dello spettacolo di Broadway "You Said It" e la canzone "Sweet and Hot" fu un successo. Nel 1932, Arlen e Koehler scrissero la canzone di successo "I Gotta Right to Sing the Blues" per lo spettacolo di Carroll "Earl Carroll's Vanities", che andò in scena per sole ottantasette rappresentazioni. Nello stesso anno Arlen ed il paroliere Yip Harburg scrissero "Satan's Li'l Lamb" per lo spettacolo "Americana", cha fallì dopo settantasette rappresentazioni. Sempre nel 1932 Harold lavorò di nuovo con Harburg e con il co-paroliere Billy Rose (1899 – 1966) ad una canzone per "The Great Magoo", "If You Believe In Me". L'anno successivo, con il titolo "It's Only a Paper Moon", la canzone fu inserita nel film Take a Chance, diventando uno dei maggiori successi di Arlen.
Dal 1931 al 1934, oltre a comporre, Arlen riuscì comunque a fare ciò che amava: esibirsi. Alla fine del 1931 apparve al Palace, suonando e cantando le sue melodie più popolari e accompagnando altri artisti negli spettacoli di varietà. Fu al Palace, nel 1932, che Harold incontrò e fece amicizia con la cantante Ethel Merman mentre l'accompagnava al pianoforte. Il 19 maggio 1933 Arlen si esibì anche alla Radio City Music Hall cantando la sempre popolare "Stormy Weather". In seguito, con un gruppo, fece un tour con apparizioni a Baltimora, Washington e New York. Sono di quegli anni anche una parte delle registrazioni che lui stesso fece delle sue canzoni.
Gli anni del Cotton Club furono impegnativi per Harold Arlen. Grazie ad un duro lavoro ottenne molti grandi successi, ed in mezzo al trambusto della vita che conduceva, riuscì ad innamorarsi.

### L'amore e Anya Taranda
Durante la preparazione di "Earl Carroll's Vanities", nel 1932, il ventisettenne Harold Arlen incontrò la diciassettenne Anya Taranda, già celebre modella dell'Agenzia Powers, che faceva parte del cast dello show. In realtà, tutto ciò che la sorprendente modella bionda doveva fare era stare in giro con l'approvazione di Earl Carroll. La sua bellezza era sufficiente. Arlen se ne innamorò subito, ma la sua timidezza gli impedì di fare qualunque cosa. Diverso tempo dopo trovò finalmente il coraggio di invitarla a cena nel suo appartamento, ma l'idea di incontrarla lo mandò nel panico e Arlen, per fronteggiare la situazione, invitò a cena anche un amico. Nonostante la cena non avesse avuto una grande intimità, fra i due iniziò quella che sarebbe stata una grande storia d'amore.
Una volta scoccata la scintilla dell'amore, Harold e Anya si separarono raramente. Anche quando le loro impegnative carriere li costringevano a separarsi trovavano il modo per stare insieme, anche se ciò significava solo poter parlare al telefono. Quando Arlen andò in California nel 1933 con Ted Koehler per lavorare alle canzoni per il film "Let's Fall in Love" le chiamate ad Anya furono moltissime e lui, non potendo rimanere separato dal suo amore per troppo tempo, tornò rapidamente a New York alla fine delle cinque settimane di lavorazione del film.
Nonostante il suo coinvolgimento con la Taranda, Arlen continuò gli impegni di lavoro. Nel 1934 Yip Harburg gli propose di collaborare con lui e con Ira Gershwin per uno spettacolo a New York che sarebbe stato prodotto dai fratelli Jacob e Lee Shubert (famosi impresari dell'epoca). A quel tempo, Anya era in California per lavorare al film Il mistero del varietà e Arlen non era contento di starle lontano, ma era entusiasta di collaborare con uomini così bravi da fare una Shubert Revue e accettò l'offerta. Nella Revue lavorava anche l'amico di lunga data ed ex coinquilino Ray Bolger, così come il comico Bert Lahr. Ben presto furono ingaggiati altri talenti eccellenti e anche Anya Taranda, appena rientrata dalle sue fatiche cinematografiche, fu messa sotto contratto. La maggior parte del lavoro per la Revue si svolgeva nell'appartamento di Ira Gershwin, di fronte alla casa del fratello George, dove Arlen, Harburg e Gershwin cominciarono a lavorare alla partitura di "Life Begins at 8:40".
Nel 1935 Arlen tornò in California, ingaggiato da Samuel Goldwyn per scrivere le canzoni per il film "Strike Me Pink" con Eddie Cantor e la vecchia amica Ethel Merman. Anche Anya era scritturata per il film e le frequenti visite di Arlen sul set avevano probabilmente più a che fare con la sua presenza che con l'interesse per i progressi del film. Finito il lavoro per il film Arlen riprese la collaborazione con Harburg e firmò un contratto di un anno con la Warner Bros., ma prima di iniziare il lavoro sulle colonne sonore decisero di finire la canzone "Last Night When We Were Young". Arlen e Harburg scrissero tre musical per la Warner Bros., ma nessuno dei tre fece la storia del cinema. Nel 1936 scrissero "Song of the Woodman" per una rivista di Broadway intitolata "The Show Is On", che esordì il giorno di Natale del 1936, diventando un successo. Non molto tempo dopo, Arlen tornò a New York per vedere lo spettacolo, accompagnato dalla signora Anya Taranda.
Una sera, mentre salutava Anya sulla porta della camera di lei, Harold le diede un biglietto: "Carissima Anya, ci sposiamo domani. A che ora credi sia il caso? Con tutto il mio amore, H.". Il timido Harold aveva impiegato quattro anni per scrivere queste parole, apparentemente spontanee. Ma Harold non aveva deciso di sposare Anya sull'impulso del momento. L'unica cosa che gli aveva impedito di farlo prima erano stati i suoi genitori. Alcuni mesi prima, in visita ai genitori a Syracuse il cantore Arluck aveva inaspettatamente sollevato l'argomento della relazione di Harold con Anya. Era molto preoccupato per il coinvolgimento del figlio con una ragazza cattolica, ma Harold rassicurò il padre sl fatto che sapeva cosa stava facendo. Per Harold, la differenti religioni e la preoccupazione dei genitori non potevano cambiare il suo amore per Anya. Comunque, dopo aver letto il biglietto Anya si presentò al matrimonio, che venne accettato con grazie dalle due famiglie e l'argomento delle diverse religioni non fu più sollevato. Dopo le nozze la coppia salutò New York e si trasferì in California, dove vissero per molti anni.
Finalmente insieme, Harold e Anya Arlen ebbero il tempo di rilassarsi e godersi una vita sociale molto attiva come parte dell'élite di Hollywood. Trascorrevano spesso i pomeriggi dai Gershwin e le serate a giocare a carte dai Kern. Giocavano a tennis con Dorothy Fields e Moss Hart e uscivano la sera con i Berlin. E sono da ricordare le molte ore che Arlen trascorse sul campo da golf con gli amici Ira Gershwin, Ray Bolger, Groucho e Harpo Marx, Jack Benny, George Burns, Jerome Kern, Danny Kaye, Danny Thomas, Joseph H. Lewis e altri. Facevano una bella vita e le cose erano semplicemente magiche.
Arlen e Harburg tornarono a New York nel 1937 per scrivere la colonna sonora di uno spettacolo prodotto dagli Shubert chiamato "Hooray for What!" e fu durante questo periodo che a Los Angeles, dopo un tentativo fallito di rimuovere un tumore al cervello, morì l'amico di lunga data George Gershwin, allora trentanovenne. Arlen e Harburg, profondamente colpiti da questa perdita, continuarono tristemente il loro lavoro nel miglior modo possibile. Dopo la prima dello spettacolo, ritardata per vari motivi, i due tornarono a Beverly Hills. La Metro-Goldwyn-Mayer stava cercando il compositore giusto per un progetto speciale e Arlen non sapeva che avrebbe lavorato ad un film che avrebbe segnato l'apice della sua carriera: Il mago di Oz.

### La composizione del Mago di Oz
Nel luglio del 1938 Arlen e Harburg furono ingaggiati dalla Metro Goldwyn Mayer (M-G-M) per scrivere la colonna sonora del classico dell'infanzia "Il mago di Oz". Arthur Freed, produttore associato del film, volle il team Arlen-Harburg per la colonna sonora, ritenenedo che la fantasia dei due creava la combinazione perfetta per il progetto. Appena firmato il contratto i due iniziarono a lavorare, avendo solo due mesi per realizzare una colonna sonora unica ed estesa a tutto il film. La pressione era alta, anche per l'esperto Arlen, che in seguito ammise che l'incarico lo turbava davvero. Dopo aver completato quelle che Harold chiamava le canzoni a "goccia di limone", cioè "We're Off to See the Wizard", "The Merry Old Land of Oz" e "Ding-Dong! The Witch is Dead", pensò che per bilanciarle serviva una ballade: "Sentivo che avevamo bisogno di qualcosa con una linea melodica lunga e ampia. Il tempo stava finendo e stavo diventando ansioso. La mia sensazione era che le canzoni per i film devono essere lussureggianti e sono canzoni difficili da scrivere." La melodia gli venne in mente all'improvviso, mentre lui e Anya erano in macchina sul Sunset Boulevard, diretti al Grauman's Chinese Theatre e Arlen l'annotò su uno dei fogli che era solito portare con lui se gli fosse venuta un'idea brillante. Dopo aver completato il ponte (la sezione centrale della canzone) il giorno successivo, fece ascoltare la canzone ad Harburg, ma il paroliere non reagì con la gioia che Arlen aveva sperato. Harburg riteneva che la canzone fosse troppo grande, per essere cantata da una ragazzina del Kansas e che avrebbe potuto andare in contrasto con la semplicità e la leggerezza delle altre canzoni. Arlen difese la sua melodia, che tanto aveva cercato, e la suonò per Ira Gershwin, a cui piacque. Harburg, in risposta all'approvazione di Gershwin, intitolò subito la nuova canzone "Over the Rainbow" e compose il testo.
La sedicenne Judy Garland, che era stata scelta per interpretare il ruolo principale di Dorothy, ascoltò la canzone e se ne innamorò, ma le altre orecchie della M-G-M non rimasero altrettanto colpite. La Garland ha scritto: "[...] la prima canzone della colonna sonora del Mago di Oz che suonarono per me fu "Over the Rainbow". Rimasi terribilmente colpita dal grande genio del signor Arlen e molto molto in soggezione nei suoi confronti. Per quanto ricordo, Harold mi ha sempre trattata come un pari e non come una bambina. Nel corso degli anni siamo stati grandi amici. Il mio sentimento verso Over the Rainbow è diventato parte della mia vita. È così simbolico del sogno e del desiderio di tutti che sono sicura che è per questo che a volte le persone hanno le lacrime agli occhi quando la sentono. Io l'ho cantata decine di volte ed è ancora la canzone che mi sta più a cuore. È molto gratificante avere una canzone che è più o meno conosciuta come la mia canzone, o la mia sigla, e che sia stata scritta dal fantastico Harold Arlen." Over the Rainbow fu cancellata tre volte dalla stesura del Mago di Oz ed ogni volta Arthur Freed si precipitò a farla inserire nuovamente. Un'ulteriore opposizione venne dall'editore, che si oppose al salto di ottava nella melodia, ritenuto "difficile da cantare", sulla parola "somewhere". Ma Freed e Arlen resistettero alle pressioni e la canzone rimase, per poi ricevere, ironia della sorte, l'Academy Award come miglior canzone da film dell'anno! Il Mago di Oz fu completato nel 1939, la realizzazione costò alla M-G-M circa tre milioni di dollari ed il film ottenne un enorme successo. Oltre sei decenni dopo continua ad essere uno dei film preferiti da grandi e piccini. Il film è semplicemente magico in quanto porta i suoi spettatori dalla realtà alla fantasia trasformando le scene in bianco e nero in Kansas in colori vivaci all'arrivo di Dorothy a Oz. E mentre gli effetti speciali, i grandi costumi, lo scenario sontuoso e il trucco magistrale catturano lo sguardo, le canzoni si stabiliscono nei cuori e nelle teste del pubblico e rimangono a lungo dopo la fine del film. Nel 2000, Over the Rainbow è stata riconosciuta come la canzone numero uno del ventesimo secolo, dimostrando quanto fu giusta che la lotta per mantenere la canzone nel film.

### Il massimo fulgore
Harold Arlen rimase estremamente impegnato negli anni dopo Il mago di Oz. Quattro mesi dopo l'uscita del Mago di Oz (nell'agosto 1939) la M-G-M pubblicò un altro film con la colonna sonora scritta da Arlen e Harburg, "Tre pazzi a zonzo". Dal film, interpretato dai fratelli Marx, uscì la canzone comica intitolata "Lydia the Tattooed Lady". Poi nel 1940 Arlen scrisse la colonna sonora per lo spettacolo di Ted Koehler "American Negro Suite", le cui canzoni sono state considerate come un importante contributo alla musica folkloristica americana. Mentre stava collaborando con Koehler, Arlen fu incaricato di scrivere un'opera strumentale. A quel tempo, Anya studiava danza classica e così, pensando a sua moglie, Harold scelse di scrivere un pezzo sotto forma di minuetto. Intitolato "American Minuet", quest'opera di notevole grazia e fascino non è molto conosciuta. Sebbene aumentasse la sua già considerevole reputazione professionale, dimostrando un altro dei suoi numerosi stili di scrittura, non era il tipo di lavoro che cui fare soldi. Così, all'inizio del 1941, Arlen tornò alla Warner Brothers e fu messo a lavorare con Johnny Mercer alla sceneggiatura del film "Hot Nocturne", poi diventato "Blues in the Night". C'era una scena in cui l'eroe veniva imprigionato con i suoi amici e un uomo di colore cantava un blues. Arlen voleva scrivere qualcosa di musicalmente forte e degno di una bella voce, quindi si rinchiuse nel suo studio e analizzò le registrazioni dei blues. Dopo due giorni venne fuori con una melodia. Mercer, dopo averlo sentito, iniziò a comporre parole che riempirono rapidamente quattro pagine. Arlen, che ammirava il lavoro di Mercer, chiese solo che una riga che appariva sulla quarta pagina fosse collocata all'inizio della canzone. Il verso era "Mia madre mi ha fatto..." e la canzone era "Blues in the Night". Ne venne fuori una canzone talmente impressionante da far decidere di dare quel nome anche al film.
Finito il contratto alla Warner Brothers, Arlen e Mercer passarono alla Paramount. L'industria cinematografica, all'inizio del 1942, era orientata alla guerra. I film sul conflitto venivano prodotti regolarmente, così come i musical con tutte le star. Il più grande musical all-star della Paramount fu "Star Spangled Rhythm", per il quale scrissero "That Old Black Magic" e "Hit the Road to Dreamland". Il lavoro successivo, per la RKO Pictures nel 1943, fu meno eclatante. La storia parlava semplicemente di un pilota di Flying Tiger in licenza, interpretato da Fred Astaire. "The Sky's the Limit" non fu il successo sperato, ma due delle canzoni divennero grandi successi. Fred Astaire ricordò che: "[...] diversi mesi dopo l'uscita del film, "My Shining Hour" diventò la canzone numero uno dei suoi tempi e "One for My Baby (And One More for the Road)" divenne uno standard, nonché uno dei migliori pezzi scritti appositamente per me."
Per i successivi due film Arlen e Mercer cambiarono di nuovo casa di produzione, passando alla Paramount per scrivere una colonna sonora per Bing Crosby e Betty Hutton. Nel 1944, ancora in tempo di guerra, "Here Comes the Waves" fu l'ennesimo film sul conflitto e arrivò nel momento in cui inventare anche solo un'altra canzone sembrava impossibile. I due autori decisero di rinfrescarsi le idee facendo un giro, ma continuarono a discutere del loro lavoro con cupo scoraggiamento. Improvvisamente Mercer chiese ad Arlen: "Come va quella piccola cosa che ti ho sentito canticchiare, lo spirituale?" Arlen cantò la melodia ma non la trovava allegra. Mercer si illuminò dicendo: "Devi accentuare il positivo..." Quando Arlen cantò di nuovo la sua melodia si accorse che la frase di Mercer si adattava perfettamente alla musica. Alla fine del giro avevano praticamente completato la canzone. "Ac-Cent-Tchu-Ate the Positive" fu inserito in "Here Comes the Waves" e la canzone divenne un enorme successo. Il film, invece, non fu ben accolto dalla critica. Il New York Tribune non trovò nulla di valore nel film, se non le canzoni.
La tiepida accoglienza del film non riguardò Arlen e Mercer, che iniziarono a lavorare al successivo progetto: un musical di Broadway intitolato "St. Louis Woman". Alla fine dell'estate e nell'autunno del 1945 si dedicarono a questo lavoro. Una delle migliori canzoni nacque in una sola sera. Mercer era andato dagli Arlen ed era rimasto nello studio mentre Harold entrava in soggiorno e "si divertiva con un'idea". Quando Harold suonò la melodia per Johnny, al paroliere piacque e ideò una battuta d'apertura, "Ti amerò, come nessuno ti ha amato" e si fermò per un momento. Arlen rispose scherzosamente "Vieni all'inferno o acqua alta..." e Mercer rispose: "Certo, perché non ci ho pensato? Vieni a piovere o vieni a splendere." Prima che Mercer tornasse a casa, la canzone "Come Rain or Come Shine" era completata. Il musical "St. Louis Woman" esordì nel 1946 e non fu ben accolto. Nonostante questo, nel tempo è stato considerato il capolavoro del duo Arlen-Mercer. La colonna sonora vanta altre grandi canzoni come "Anyplace I Hang My Hat is Home", "I Had Myself A True Love" e "I Wonder What Became of Me?". Dopo solo 113 spettacoli cessò le repliche a Broadway e Arlen e Mercer tornarono in California. Ma la permanenza a Broadway non fu un fallimento per Arlen, che nello stesso periodo fu anche impegnato Harburg a scrivere un musical intitolato "Bloomer Girl". Il musical riguardava, tra le altre cose, i diritti delle donne, la schiavitù, la guerra civile e la ferrovia metropolitana sotterranea. Canzoni come "Evelina", "Right as the Rain" e "The Eagle and Me" sono solo alcuni dei grandi successi dello spettacolo. Il musical fu inaugurato nel 1944 ed ebbe un enorme successo.
Arlen tornò a scrivere per il cinema nel 1948, lavorando con il paroliere Leo Robin al film "Casbah". Dal film uscirono "For Every Man There's a Woman" e "Hooray for Love". Nel 1949 collaborò con Ralph Blane (1914 – 1995) per scrivere la colonna sonora di "Per noi due il paradiso" (My Blue Heaven) e nel 1950 con Johnny Mercer nel film "Ogni anno una ragazza" (The Petty Girl), da cui la canzone "Fancy Free". Nel 1950-51, con Ralph Blane, scrive la colonna sonora del film "Down Among the Sheltering Palms". Collabora anche con Dorothy Fields nel film "Mr. Imperium", nel 1951 e "The Farmer Takes a Wife nel 1952.
Verso la fine del 1952, quando Ira Gershwin acconsentì a scrivere i testi, fu definito l'accordo finale per realizzare un musical dal film "A Star is Born" del 1937. Arlen e Ira Gershwin non collaboravano da 18 anni, cioè da quando, nel 1934, avevano scritto "Life Begins at 8:40". Judy Garland, che non aveva preso parte ad un film da quattro anni, doveva recitare nella pellicola, con la speranza di far ripartire la sua carriera e dato che lei cantava tutto, escluso qualche lavoro corale occasionale, le canzoni erano scritte per lei. Arlen e Gershwin sapevano di dover creare una canzone drammatica per Judy Garland, che le consentisse non solo di dimostrare le sue belle capacità canore, ma anche il suo talento per la recitazione. Così nacque "The Man that Got Away". Nel febbraio del 1953, durante il lavoro sul film, il padre di Arlen morì. La perdita colpì molto Harold, che per ridurre il dispiacere per la morte del padre, al quale riconosceva una grande influenza musicale, si costrinse a lavorare ancora di più. "A Star is Born" uscì a New York sia al cinema Paramount che a quello Victoria nell'ottobre 1954 e fu salutato dal Times come "... uno dei più grandi drammi crepacuore che abbiano inzuppato lo schermo negli ultimi anni...", affermando che "... gli autori hanno regalato a Miss Garland sei belle canzoni, tra cui un indimenticabile groppo alla gola, The Man That Got Away."
Harold aveva lavorato stabilmente dal 1935 (esclusi i due anni di pausa volontaria), ma nel 1953 iniziò a gravitare di nuovo verso New York. L'atmosfera tutt'altro che stimolante della capitale del cinema, per non parlare di un flusso costante di film deludenti, lo portò alla decisione di lasciare la California per la frenetica New York. Nel novembre 1953 iniziò un periodo di lavoro di tre mesi sullecanzoni di "The Country Girl", colonna sonora che scrisse con Ira Gershwin per le star Bing Crosby e Grace Kelly. Lo stesso mese fu annunciato che avrebbe composto le musiche per "House of Flowers", un musical con ambientazione caraibica basato su un racconto di Truman Capote. I due non si erano mai incontrati e Arlen cominciò il lavoro mentre Capote era a Parigi. In realtà scrissero la colonna sonora al telefono. Nel febbraio del 1964, dopo tre mesi di collaborazione a distanza, Arlen e Capote si incontrarono a New York. Poco tempo dopo il loro primo incontro Arlen si ammalò gravemente di ulcera. Avevano completato tre canzoni: "House of Flowers", "I Never Has Seen Sno"w e "A Sleepin 'Be" e avevano iniziato a lavorare a "Two Ladies in de Shade of de Banana Tree" quando Harold fu portato d'urgenza al Doctors Hospital di Manhattan per un intervento chirurgico. L'ulcera di Harold sanguinava e per contrastare l'emorragia servirono quasi tre dozzine di trasfusioni. Ma Arlen riuscì a resistere e riuscì a far ammettere Capote in ospedale, per poter continuare a lavorare allo spettacolo. "House of Flowers", interpretato da Pearl Bailey e Diahann Carroll, debuttò nel dicembre 1954 con recensioni contrastanti. Tuttavia la colonna sonora fu votata al Premio della Critica come la migliore dell'anno.
Nel 1956, dopo un periodo di attività discografica con Columbia Records, Capitol Records e Walden Records e un viaggio a Mosca con Ira Gershwin per assistere all'inaugurazione di Porgy and Bess, Arlen tornò a Hollywood per lavorare con Harburg ad un film sulla giornalista Nellie Bly e su un musical intitolato "Jamaica". Il soggetto trattava di un semplice ragazzo dell'isola, la cui ragazza desiderava ardentemente le complessità delle città. Arlen chiese alla famosa Lena Horne, amica degli anni del Cotton Club, di recitare nello show e lei, dopo aver accettato, partecipò allo show di Ed Sullivan, dove annunciò che sarebbe apparsa nel musical. In poche settimane la prevendita dei biglietti raggiunse quasi il milione di dollari. Il lavoro di Arlen ricevette molti elogi e lo spettacolo superò le 500 rappresentazioni. Dopo aver completato "Jamaica" gli Arlen lasciarono la fredda New York e tornarono in California. Dopo la perdita della madre nello stesso anno Arlen non toccò la musica per più di un anno: Non trovava nulla che lo interessase e quindi non scrisse. Il dolore fu mitigato quando il 1 febbraio 1958 nacque il figlio Samuel.
Pronto per ricominciare a scrivere, Arlen valutò due possibilità: una colonna sonora per una versione a fumetti di "A Christmas Carol" e un'opera teatrale chiamata "Saratoga". Scelse di fare il musical, con il paroliere Johnny Mercer, "Saratoga" fu un disastro annunciato. La storia era pesante ed i personaggi poco simpatici. Lo spettacolo fallì dopo solo ottanta esibizioni. Arlen, con problemi di salute già da un po' di tempo, fu ricoverato e non poté assistere alla prima. Nonostante la cattiva salute, lo stimato musicista continuò a comporre.

### Ultimi anni
Tra il 1961 ed il 1976 Arlen scrisse oltre 50 canzoni e continuò a godere di una carriera di successo. Nel 1961 scrisse la musica per il cartone "Musetta alla conquista di Parigi" (Gay Purr-ee) e collaborò con Peggy Lee per il testo della canzone "Happy With the Blues". Nel 1963 lavorò con Dory Previn per scrivere "So Long, Big Time!" che fu cantata da Tony Bennett e nel 1965 con Martin Charnin per "That's a Fine Kind o' Freedom". Completò anche un'opera in due atti intitolata "Blues Opera Suite", che debuttò a Minneapolis il 27 agosto 1957 e che fu eseguita da Andre Kostelanetz alla Carnegie Hall con la New York Philharmonic il 2 novembre 1957. Purtroppo gli ultimi anni della vita di Arlen non passarono con la possibilità di crogiolarsi nella gloria dei suoi successi. Arlen fu scovolto dalla perdita della moglie, il 9 marzo 1970, che morì per un tumore al cervello dopo che per anni aveva avuto difficoltà con la parola e il controllo motorio. La meravigliosa e celebrata modella era diventata quasi irriconoscibile, eppure l'amore di Arlen era rimasto costante, con la stessa intensità di quando l'aveva incontrata la prima volta.
Dopo la morte della moglie Arlen sembrò perdere interesse per la vita. L'uomo che amava socializzare si ritirò dagli amici e persino dalla famiglia. Depresso per la morte di Anya, con difficoltà a dormire e affetto dal morbo di Parkinson, usciva raramente e ancor più raramente assisteva a degli spettacoli. Il 23 aprile 1986, Harold Arlen morì di cancro, a casa con la famiglia, nel suo appartamento a Central Park West a New York City. Aveva 81 anni.

## Spettacoli teatrali (parziale)
- You Said It 1931 musica di Harld Arlen, testi delle canzoni Jack Yellen, libretto Jack Yellen e Sid Silvers, 192 repliche
- Earl Carroll's Vanities [1932] libretto di Jack McGowan, musica di Harold Arlen, testi delle canzoni Ted Koehler (prima: 10 dicembre 1932)
- Life Begins at 8:40 1934 al Winter Garden Theatre per il Broadway theatre dal 27 agosto con Ray Bolger e Brian Donlevy arrivando a 237 recite
- Hooray for What! 1937 al Winter Garden Theatre dal 1º dicembre con Ed Wynn e June Clyde arrivando a 200 recite